# أديفولارين دوروسينمي
أديفولارين دوروسينمي (بالإنجليزية: Adefolarin Durosinmi)‏ (2 يناير 1991 بنيجيريا - ) هو لاعب كرة قدم نيجيري في مركز جناح ‏. لعب مع RBAC F.C. ‏ وSisaket F.C. ‏ وPost Tel Club ‏ وBang Pa-in Ayutthaya F.C. ‏.

## وصلات خارجية
- أديفولارين دوروسينمي على موقع قاعدة بيانات كرة القدم.إي يو (الإنجليزية)
- أديفولارين دوروسينمي على موقع Soccerway.com (الإنجليزية)